# Wyżynny jodłowy bór mieszany
Wyżynny jodłowy bór mieszany (Abietetum polonicum) – zespół leśny reprezentujący związek iglastych lasów borealno-kontynentalnej części Europy o słabo rozpoznanym zasięgu. W Polsce występuje przede wszystkim w rejonie Gór Świętokrzyskich i na Roztoczu, poza tym w rozproszeniu w południowej części kraju oraz na pogórzu Karpat Zachodnich. Charakterystyczną cechą zespołu jest dominacja jodły pospolitej w drzewostanie i udział zarówno gatunków górskich, jak i typowych dla lasów niżowym, przy czym brak tu zazwyczaj (z wyjątkiem luk) światłolubnych gatunków charakterystycznych dla borów sosnowych. Gatunkami towarzyszącymi w drzewostanie są świerk pospolity, buk zwyczajny i sosna zwyczajna.
Zespół leśny mimo długiej tradycji wyróżniania jest słabo scharakteryzowany pod względem fitosocjologicznym, problematyczne jest ustalenie jego gatunków charakterystycznych, konieczne jest również dostosowanie nazwy naukowej do wymagań Międzynarodowego Kodeksu Nomenklatury Fitosocjologicznej.
Charakterystyczna kombinacja gatunków
Ch. i D.Ass. jodła pospolita (Abies album), przytulinka wiosenna (Cruciata glabra), nerecznica szerokolistna (Dryopteris dilatata), widłak jałowcowaty (Lycopodium annotinum), jeżyna gruczołowata (Rubus hirtus), jeżyna Bellardego (Rubus pedemontanus), tujowiec tamaryszkowy (Thuidium tamariscinum)
ChCl.: widłoząb miotlasty (Dicranum scoparium), rokietnik pospolity (Pleurozium schreberi), gajnik lśniący (Hylocomium splendens), pszeniec zwyczajny (Melampyrum pratense), piórosz pierzasty (Ptilium crista-castrensis), gruszyczka mniejsza (Pyrola minor), gruszyczka okrągłolistna (Pyrola rotundifolia), pawężnica brodawkowata (Peltigera aphthosa), siódmaczek leśny (Trientalis europaea), borówka czarna (Vaccinium myrtillus), borówka bagienna (Vaccinium uliginosum), borówka brusznica (Vaccinium vitis-idaea)